# Léon de Janzé
Léon de Janzé est un dirigeant sportif français né le 26 février 1848 à Paris et mort le 21 novembre 1910 à Saint-Pierre-des-Jonquières.

## Biographie
Léon Frédéric de Janzé est le fils d'Édouard de Janzé et d'Eugénie Tirebarbe d'Aubermesnil. Marié avec Moya Hennessy, fille du peintre paysagiste William John Hennessy, il est le père de Frédéric de Janzé.
Propriétaire du château de Parfondeval, il est élu conseiller général de la Seine-Inférieure de 1886 à 1910, élu pour le canton de Londinières, et maire de Saint-Pierre-des-Jonquières.
Passionné de sports, notamment de tennis, il est le fondateur de la Société sportive de l'Île de Puteaux (de) en 1873, construisant l'un des premiers courts de tennis de France en 1885. Il est ensuite nommé président de l'Union des sociétés françaises de sports athlétiques en 1891 et de 1895 à 1898. Il participe au Congrès olympique, qui se tient au Palais de la Sorbonne à Paris, du 16 au 24 juin 1894, et dont il préside les deux séances plénières. Également membre fondateur du Comité olympique français de 1894 à 1904, il en assume même quelque temps la direction et fait partie des diverses commissions olympiques. Il dirige le tournoi de tennis aux Jeux olympiques de 1900.